# Петров Дмитро Юрійович
Дмитро Юрійович Петров (нар. 16 липня 1958 року, Новомосковськ) — радянський та російський поліглот, синхронний перекладач та телеведучий. Петров працював з Михайлом Горбачовим, Борисом Єльциним, Володимиром Путіним.

## Біографія
У 1975 році закінчив з відзнакою Московський державний лінгвістичний університет. Дмитро Петров активно працює з вісьмома мовами (англійська, французька, італійська, іспанська, німецька, чеська, грецька, гінді).
Петров — телеведучий програми «Поліглот» на телеканалі «Культура».
Дмитро Петров — директор «Центру інноваційно-комунікативної лінгвістики Дмитра Петрова».